# Candido Portinari
 (mai 2014).
Si vous disposez d'ouvrages ou d'articles de référence ou si vous connaissez des sites web de qualité traitant du thème abordé ici, merci de compléter l'article en donnant les références utiles à sa vérifiabilité et en les liant à la section « Notes et références ».
Candido Portinari, né à Brodowski le 29 décembre 1903, mort à Rio de Janeiro le 6 février 1962, est un peintre brésilien. Auteur de près de 5 000 œuvres, qui vont de petites esquisses à de vastes peintures murales, il est l'un des plus importants artistes brésiliens dans le courant du néo-réalisme.

## Biographie
Candido Portinari est né dans une plantation de café, Santa Rosa, dans l'Ètat de São Paulo. Il est le deuxième enfant d'une fratrie de douze. Ses parents Giovan Battista Portinari et Domenica Torquato sont des immigrants italiens. De famille humble, il a arrêté très tôt les études mais très jeune déjà il a manifesté une vocation artistique. À 6 ans, il commence à dessiner et en 1912 il participe pendant plusieurs mois à la restauration de l'église de Brodowski, aidant des peintres italiens. La même année, il dessine un portrait du compositeur brésilien Carlos Gomes.
En 1918 Portinari, appelé familièrement « Candinho », se rend à Rio de Janeiro pour entrer dans l'École nationale des beaux-arts, dans laquelle il étudie sous la direction de Rodolfo Amoedo, Batista da Costa, Lucílio de Albuquerque et Carlos Chambelland. En 1922, Portinari réalise un portrait qu'il envoie au Salon des beaux-arts et obtient une médaille de bronze.
En 1928, il remporte le Prêmio de Viagem ao Estrangeiro, du Salon des beaux-arts. En 1929 Portinari part pour l'Europe et voyage en Italie, en Angleterre, en Espagne et s'établit en France jusqu'en 1930. Il va quotidiennement dans les musées et découvre la peinture moderne. Il discute dans les cafés et n'a presque pas le temps de peindre. Il rencontre à Paris Maria Martinelli, avec qui il se mariera plus tard.
De retour à Rio de Janeiro, il reprend le travail à un rythme effréné, en plus de participer à la commission destinée à promouvoir la réforme du Salon national des beaux-arts, dans lequel les artistes modernes seront enfin admis.
En 1932, Candido Portinari expose seul. Trois ans après, son tableau Café reçoit une récompense à l'Exposition international de l'Institut Carnegie, aux États-Unis. En 1936 il peint sa première fresque pour le Monument routier de l'autoroute Rio-São Paulo. À cette époque, il est nommé professeur de peinture de l'Institut d'arts de l'université du District Fédéral. En novembre 1939 il expose 269 travaux au musée national des beaux-arts. Il réalise aussi trois grands panneaux pour le pavillon brésilien de la foire internationale de New York. La même année naît son unique enfant, João Candido.
En janvier 1962 il souffre d'une intoxication au plomb, comme en 1954. À cette époque, il préparait une grande exposition avec près de 200 œuvres sur l'invitation de la municipalité de Milan. Candido Portinari meurt le 6 février 1962.

## Œuvres
Portinari est célèbre pour ses immenses tableaux Guerre et paix (1952-1956), conservées au siège des Nations unies à New York ; elles sont inaugurées en 1957 mais en l'absence de l'artiste en raison de ses sympathies pour le Parti communiste, à une époque où les États-Unis sont marqués par le maccarthysme. Il est l'auteur de 6 000 œuvres.
- Le Cueilleur de café (1939), musée d'Art de São Paulo (volé en décembre 2007)